# Oscinella vulgarimonens
Oscinella vulgarimonens är en tvåvingeart som beskrevs av Oswald Duda 1934. Oscinella vulgarimonens ingår i släktet Oscinella och familjen fritflugor. Inga underarter finns listade i Catalogue of Life.